# Qaravəlli (Zərdab)
Qaravəlli è un comune dell'Azerbaigian situato nel distretto di Zərdab. Conta una popolazione di 794 abitanti.